# Varanus reisingeri
Varanus reisingeri є видом варанів родини Varanidae. Вид є ендеміком Індонезії. У якийсь момент його вважали принаймні алопатричним острівним підвидом варана зеленого дерева через фізичну та генетичну схожість.

## Етимологія
Видова назва, reisingeri, — на честь Манфреда Рейзінгера, німецького натураліста та розводника рептилій.

## Ареал і середовище проживання
Varanus reisingeri зустрічається на острові Місоол у Західному Папуа, Індонезія.
Природним місцем існування V. reisingeri є ліс, від рівня моря до висоти 535 метрів.